# Абабков Тихон Іванович
Тихон Іванович Абабков (нар. 15 серпня 1908, село Коронець, тепер Кричевського району Могильовської області, Білорусь — 13 вересня 1984, місто Москва) — радянський партійний діяч, 1-й секретар Карагандинського обласного комітету КП(б) Казахстану, 1-й секретар Магаданського обласного комітету КПРС. Член Центральної Ревізійної Комісії КПРС у 1956—1961 роках. Депутат Верховної Ради Казахської РСР 2—3-го скликань. Депутат Верховної Ради СРСР 4-го скликання.

## Життєпис
Трудову діяльність розпочав у 1927 році підземним каталем мідної копальні.
Член ВКП(б) з 1929 року.
У 1929 році — пропагандист, завідувач відділу, відповідальний секретар Калатинського районного комітету ВЛКСМ Свердловського округу.
У 1929—1933 роках навчався в Уральському гірничо-металургійному технікумі в місті Свердловську.
У 1933—1938 роках — майстер Красноуральського мідеплавильного заводу Уральської області; директор навчального комбінату, начальник Красноураальської школи фабрично-заводського учнівства; секретар комітету ВКП(б) рудника в місті Красноуральську.
У 1938—1939 роках — 1-й секретар Кіровградського районного комітету ВКП(б) Свердловської області.
У 1939 році закінчив Вищу школу партійних організатор при ЦК ВКП(б).
У 1939—1940 роках — завідувач сектора ЦК КП(б) Казахстану.
У 1940 — червні 1941 року — 1-й секретар Ріддерського міського комітету КП(б) Казахстану Східно-Казахстанської області.
26 червня 1941 — серпень 1943 року — секретар ЦК КП(б) Казахстану із кольорової металургії.
У серпні 1943 — 1945 року — заступник секретаря ЦК КП(б) Казахстану із кольорової металургії.
У 1945—1947 роках — заступник секретаря ЦК КП(б) Казахстану із металургії — завідувач відділу металургії ЦК КП(б) Казахстану.
У 1947—1952 роках — 1-й секретар Карагандинського обласного комітету КП(б) Казахстану.
У 1952—1953 роках — слухач Курсів перепідготовки при ЦК КПРС.
9 грудня 1953 — 10 травня 1954 року — 1-й секретар Організаційного бюро ЦК КПРС по Магаданській області. 12 травня 1954 — 14 лютого 1958 року — 1-й секретар Магаданського обласного комітету КПРС.
З лютого 1958 року — персональний пенсіонер у Москві.
Помер 13 вересня 1984 року в Москві.

## Нагороди
- орден Вітчизняної війни І ст.
- орден «Знак Пошани»
- медаль «За доблесну працю у Великій Вітчизняній війні 1941—1945 рр.»
- медалі